# Reinhard Kopps
Reinhard Kopps (schuilnaam Juan Maler; Hamburg, 29 september 1914 - Bariloche,  11 september 2001) was een geheimagent voor de nazi's en hielp hen met vluchten naar Zuid-Amerika.
Als geheimagent en expert op het gebied van antivrijmetselarij werd hij in de Balkan en Hongarije ingezet in de tijd van het nationaalsocialisme. Op de Balkan werkte hij ook onder de codenaam Ben Ali als agent van de Abwehr, onder de directe leiding van Rudolf Graf von Marogna-Redwitz, de leider van de Abwehr in Wenen. Er wordt beweerd dat Kopps in oktober 1944 25 joden valse papieren heeft verschaft om hen te behoeden voor deportatie naar Auschwitz en dat hij daarom ter dood werd veroordeeld door de nazi's. Hij werd echter gered door generaal Leon Rupnik, de president van de door de nazi's ingestelde satellietstaat Slovenië. Kopps werd later de belangrijkste steun voor bisschop Alois Hudal, die veel nazi's via de Rattenlijn onder andere naar Argentinië liet vluchten. Kopps had de taak de nazi's te helpen die de ondersteuning van de Rooms-Katholieke Kerk zochten. Daartoe trad Kopps in verbinding met Kroatische en Hongaarse geestelijken, die oorlogsmisdadigers in veiligheid wilden brengen.
In de jaren 90 kwam het Simon Wiesenthal Center achter zijn verblijfplaats. Kopps leefde toen in San Carlos de Bariloche, een kleine Argentijnse stad, waar talrijke nazi-oorlogsmisdadigers zoals Josef Schwammberger en Jozef Mengele zich konden verstoppen. Op 6 mei 1994 verraste Sam Donaldson, verslaggever van de Amerikaanse zender ABC hem met een camerateam voor zijn huis. Kopps verraadde in paniek de verblijfsplaats van nazioorlogsmisdadiger Erich Priebke. Priebke was een nauwe medewerker van de Gestapochef van Rome, Herbert Kappler, en was betrokken bij de massamoord in de Ardeatijnse grotten bij Rome op 24 maart 1944 waarbij 335 gegijzelden werden doodgeschoten. 
Kopps overleed op 11 september 2001 in Bariloche op 86-jarige leeftijd.